# Giorgi Chkhaidze
Giorgi Chkhaidze (nacido en Kutaisi el 24 de junio de 1982) es un jugador de rugby georgiano, en la posición de flanker.
Se trasladó a Francia, donde ha jugado en seis clubes—Massy (2006–07), Racing 92 (por entonces Racing Métro 92; 2007–2009), donde ganó el Pro D2 en 2008–09; Montpellier (2009–2011); Saint-Junien (2011–12); Tarbes (2012–14); y actualmente con el equipo de Fédérale 1, Lille (2014–presente).
Actualmente (2015) tiene 85 caps con georgia, desde su debut, una victoria 88-0 sobre Países Bajos, en Tiflis, el 3 de febrero de 2002, con sólo 19 años de edad, para el Seis Naciones B. Ha marcado 4 ensayos, 20 puntos agregados. Fue llamado a la selección que jugó la Copa del Mundo de Rugby de 2003, jugando tres partidos; a la de la del año 2007, jugando los cuatro partidos, y a la de la del año 2011, y de nuevo jugó todos los partidos. Chkhaidze ha sido elegido entre los 31 georgianos que van a jugar la del año 2015.